# Municipium
Municipium (Pl. municipia), im Deutschen auch Munizipium (Pl. Munizipien), bezeichnete in der römischen Republik ursprünglich eine von Rom abhängige Stadt Latiums und später Italiens, deren Bürger gegenüber Rom die gleichen Pflichten übernehmen (lateinisch: munera capere) mussten wie die römischen Bürger. In der Regel handelte es sich bei einem municipium also um einen Ort, der sich den Römern hatte unterwerfen müssen – zu teilweise durchaus unterschiedlichen Bedingungen.

Wohl seit dem Latinerkrieg 338 v. Chr. hatten Bürger von municipia cum suffragio alle Rechte eines römischen Bürgers. Erstes municipium dieser Art soll Tusculum gewesen sein. Später kamen u. a. Aricia, Lanuvium und Nomentum hinzu.
Die Einwohner eines municipium (auch civitas) sine suffragio galten demgegenüber lange Zeit nicht als vollwertige römische Bürger. Zwar mussten sie im römischen Heer dienen und Steuern bezahlen, besaßen jedoch kein Stimm- und Wahlrecht in der römischen Gesamtgemeinde und waren auch nicht in die Tribus eingetragen.
Einige dieser Städte besaßen innere Selbstverwaltung. Das älteste dieser municipia soll Caere gewesen sein, nach dem die Liste der nicht stimmberechtigten Römer tabulae Caeritium hieß. Weitere Städte dieser Rechtsform waren etwa Capua, Cumae, Casilinum und Atellae.
Andere municipia ohne Stimmrecht waren auch intern nicht autonom, sondern standen unter der Kontrolle eines aus Rom entsandten Präfekten. Zu ihnen gehörten zunächst (Ende des 4. Jahrhunderts v. Chr.) Fundi, Formiae und Arpinum, später kamen weitere praefecturae hinzu.
Viele civitates sine suffragio erhielten im Laufe der Zeit das volle römische Bürgerrecht (Fundi, Formiae und Arpinum 188 v. Chr.). Die Lex Iulia municipalis und die Lex Plautia Papiria während des Bundesgenossenkriegs 90 und 89 v. Chr. erhoben alle Landstädte Italiens zum municipium mit vollem Bürgerrecht, so dass seitdem das Wort generell „italische Landstadt“ bedeutete.
In der Kaiserzeit, beginnend bereits mit Gaius Iulius Caesar, erhielten auch Städte in den Provinzen außerhalb Italiens (allerdings fast nur im Westen des Reiches) das Recht eines municipium. Im 1. und 2. Jahrhundert gab es auch municipia Latina, deren Einwohner das gegenüber dem römischen weniger umfassende latinische Recht besaßen. Seit dem Jahr 212 besaßen dann alle Städte des Reiches mindestens den Rang eines municipium (wobei sich die Unterschiede zur Stellung als colonia nicht immer genau bestimmen lassen).

## MunicipiainNoricum
- Aelium Cetium (St. Pölten)
- Aguntum (bei Lienz, Osttirol)
- Celeia (Celje)
- Flavia Solva (bei Leibnitz, Steiermark)
- Iuvavum (Salzburg)
- Lauriacum (bei Enns, Oberösterreich)
- Ovilava (Wels)
- Teurnia (bei Spittal an der Drau, Kärnten)
- Virunum (bei Klagenfurt, Kärnten)

## MunicipiainPannonien
- Carnuntum (Niederösterreich)
- Vindobona (Wien)

## MunicipiainIllyrien
- Scupi (Skopje, Nordmazedonien)

## MunicipiuminGermania superior(Obergermanien)
- Arae Flaviae (Rottweil)

## MunicipiuminRaetia(Raetien)
- Augusta Vindelicum (Augsburg)